# Ion Constantin
Pas d'image ? Cliquez ici

a Compétitions nationales et continentales officielles uniquement.

b Matchs officiels uniquement.
Ion Constantin, né le 15 juin 1951 à Fundulea (Județ de Călărași) et mort le 9 juin 2012 à Bucarest, est un joueur de rugby à XV roumain. Il a joué avec l'équipe de Roumanie de 1971 à 1985, évoluant au poste de centre. 

## Carrière
Ion Constantin connaît sa première cape le 9 mai 1971 à l'occasion d'un match contre l'équipe du Maroc. Sa dernière apparition a lieu le 14 avril 1985 contre l'Italie.

## Palmarès
- Vainqueur de la Trophée européen FIRA (4): 1975, 1977, 1981, 1983

## Statistiques en équipe nationale
- 51 sélections de 1971 à 1985
- 100 points (4 essais, 6 transformations, 23 pénalités, 1 drop)
- sélections par année : 1 en 1971, 1 en 1972, 4 en 1973, 5 en 1974, 5 en 1975, 6 en 1976, 2 en 1977, 2 en 1978, 6 en 1979, 5 en 1980, 6 en 1981, 5 en 1982, 2 en 1983, 1 en 1985